# باخنبرگ
باخنبرگ (به آلمانی: Bachenberg) یک شهر و Ortsgemeinde در آلمان است که در راینلاند-فالتس واقع شده‌است.

## خصوصیات
باخنبرگ ۱۱۲ نفر جمعیت دارد.